# Engelbert Lauwers
Engelbert Louis Jean Joseph Lauwers (Mechelen, 26 september 1788 - Brussel, 2 december 1872) was een Belgisch senator.

## Levensloop
Lauwers was een zoon van Jean Lauwers en van Marie-Barbe Van Salm. Hij trouwde met Henriette Blykaerts.
Hij was eigenaar van het vervoer- en postwagenbedrijf Messageries Van Gend in Brussel.
In 1839 kocht hij het voormalige Beggaardenklooster (vervolgens bekend als kasteel de Grunne) in Wezembeek-Oppem en gebruikte het als zomerverblijf. Hij voerde ingrijpende wijzigingen uit, enerzijds door het park tot 4,5 ha uit te breiden, anderzijds door de vroegere hoeve uit te bouwen tot een kasteel.
Hij werd in 1851 verkozen tot liberaal senator voor het arrondissement Brussel en vervulde dit mandaat tot in augustus 1870.